# William Howard Taft
William Howard Taft (Cincinnati, 15 settembre 1857 – Washington, 8 marzo 1930) è stato un politico e magistrato statunitense, 27º presidente degli Stati Uniti d'America dal 1909 al 1913.

## Biografia

### Carriera forense
William Howard Taft nacque a Cincinnati, in Ohio, il 15 settembre 1857 da una famiglia molto conosciuta: suo padre, Alphonso Taft, era stato ministro della Giustizia nell'amministrazione Grant e aveva anche svolto incarichi diplomatici a Vienna e a San Pietroburgo, mentre sua madre, Louise Taft, nata Torrey, era la sua seconda moglie.
Da giovane Taft studiò Diritto al Cincinnati College, laureandosi e ottenendo l'abilitazione all'esercizio dell'attività forense nel 1880. Due anni dopo, il giovane avvocato fu nominato internal revenue, ossia ricevitore dei proventi interni per il primo distretto dell'Ohio; tornato semplice avvocato, Taft venne nominato giudice della Corte suprema del suo Stato, mentre, nel 1890, il presidente Benjamin Harrison lo nominò avvocato generale all'interno del gabinetto federale, dove si segnalò favorevolmente. Nel 1892 divenne giudice federale: in questa veste mostrò un notevole coraggio emettendo sentenze sfavorevoli alle organizzazioni sindacali e vantaggiose invece per i "crumiri".

### Incarichi politici
Nel 1900 Taft, che all'epoca faceva parte del Dipartimento Giuridico dell'Università di Cincinnati, fu nominato dal presidente McKinley governatore civile delle Filippine in previsione della guerra contro la Spagna. Ottenuto il governo effettivo dell'arcipelago filippino il 4 luglio 1901, il nuovo governatore svolse il suo incarico in maniera efficiente in tutti i campi, rifondando l'assetto civile dell'ex-colonia spagnola, ora sotto controllo statunitense, e risolvendo anche la difficile questione delle proprietà ecclesiastiche, conducendo con notevole abilità diplomatica le trattative con i cattolici e la Santa Sede, per cui compì anche un viaggio diplomatico a Roma nell'estate del 1902, incontrando in Vaticano il pontefice Leone XIII.
Nel 1904 Theodore Roosevelt succedette a McKinley alla presidenza; aveva con Taft in quegli anni un eccellente rapporto e gli diede l'incarico di segretario alla Guerra. Durante la presidenza Roosevelt Taft venne inoltre nominato per un breve periodo (28 settembre-13 ottobre 1906) governatore provvisorio di Cuba: inizialmente era stato inviato nell'isola per sedare il contrasto tra il presidente cubano Tomás Estrada Palma e i suoi oppositori politici, che lo avevano accusato di brogli elettorali per la sua rielezione, ma quando Palma rifiutò di intavolare trattative se i suoi avversari non avessero prima deposto le armi, allora, dietro direttive del governo federale e con l'appoggio di 200 marines appena sbarcati, Taft instaurò un governo provvisorio con a capo egli stesso. Poco tempo dopo, nel 1907, gli venne affidata la direzione dei lavori del canale di Panama, interrotti qualche tempo prima, dove dimostrò nuovamente una certa perizia.

### Elezione del 1908
Roosevelt ammirava molto il professore dell'Ohio e aveva in lui fiducia totale, tanto che, al termine del suo mandato, si era formato la convinzione che egli sarebbe stato il suo miglior successore, finendo per rifiutare tutte le proposte per una terza candidatura (governare per più di due mandati non era ancora proibito dalla Costituzione, ma vigeva una tradizione, risalente a George Washington, di limitarsi a due mandati). Questo spianò la strada a Taft, che vinse nettamente le elezioni presidenziali del 1908, superando il candidato del Partito Democratico, William Jennings Bryan, che ebbe 162 voti dei grandi elettori, contro i 321 di Taft.

### La presidenza

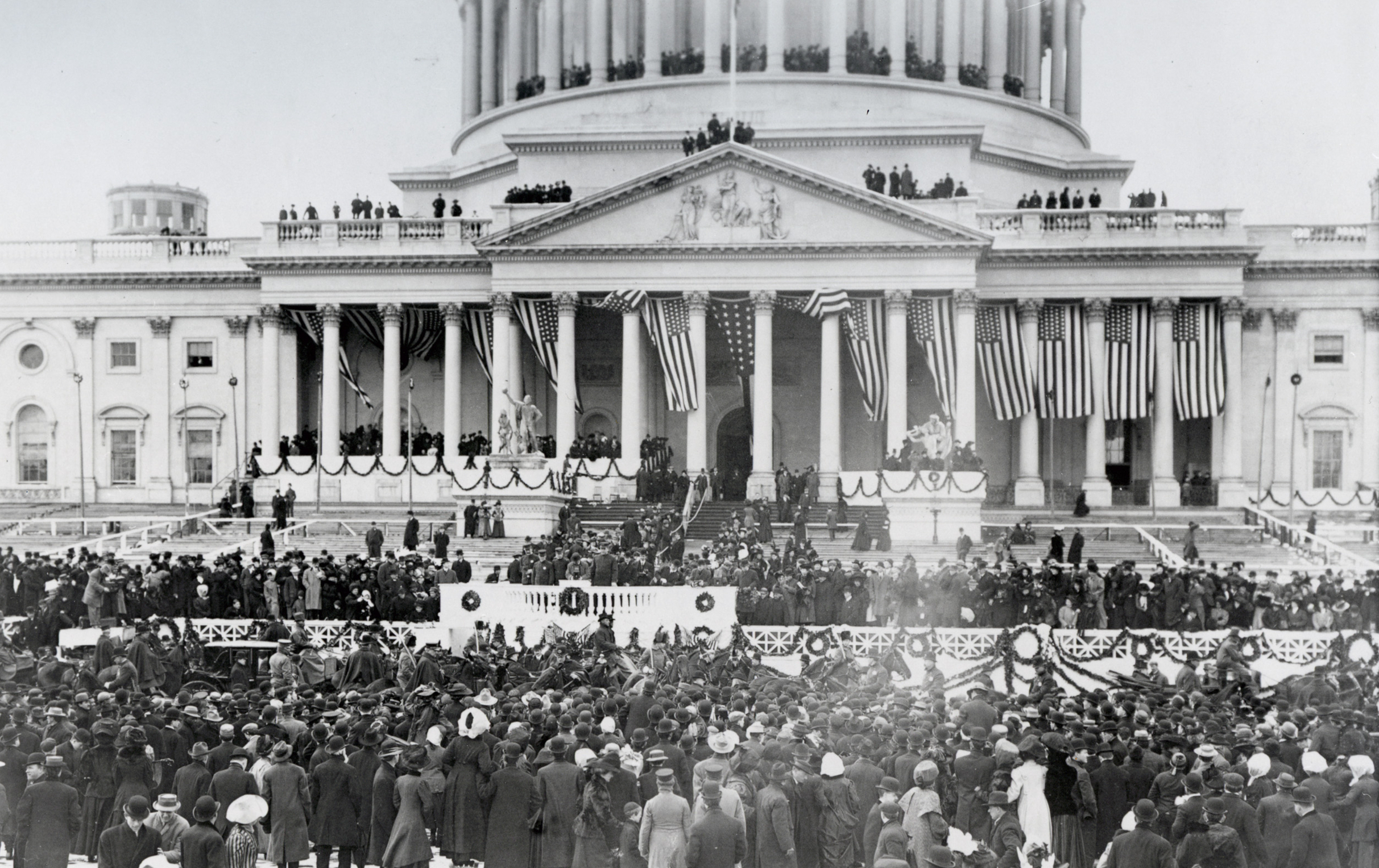
Cerimonia di Insediamento del Presidente William Howard Taft, presso il Campidoglio

Taft diede inizio al suo mandato presidenziale il 4 marzo 1909: nel suo discorso inaugurale il nuovo presidente annunciò di voler continuare le politiche di Roosevelt. Secondo alcuni storici egli tradì il programma del suo predecessore. In politica estera, specie in America Latina, sostenne sostanzialmente tutti quei governi che potevano essere utili all'economia degli Stati Uniti, seguendo la cosiddetta diplomazia del dollaro. Ciò lo portò ad appoggiare amministrazioni poco democratiche o palesemente dittatoriali, alienandosi così le simpatie di gran parte dell'opinione pubblica. Inoltre, verso la fine del suo mandato, gli esponenti più conservatori del Partito Repubblicano riuscirono a prendere il sopravvento su Taft, creando disagio all'interno del Partito.
I rapporti con Roosevelt si deteriorarono quasi subito, quando Taft sostituì il segretario degli Interni di Roosevelt, Garfield; più tardi Taft rimosse il chief forester (capo forestale), Gifford Pinchot, che aveva accusato il nuovo segretario agli Interni Ballinger di essere contrario alla politica di tutela dell'ambiente, perseguita da Roosevelt e da Garfield. 

### L'Elezione del 1912
Alla scadenza del mandato di Taft, Roosevelt decise dunque di riproporre la propria candidatura, ma venendo battuto alla Convention del Partito Repubblicano da Taft, creò una nuova formazione politica, il Partito Progressista. La scissione provocò la definitiva caduta di Taft, che alle presidenziali del 1912 si piazzò addirittura terzo, con soli 8 grandi elettori, dietro il democratico Thomas Woodrow Wilson (eletto presidente con 435 voti), e lo stesso Roosevelt, che raccolse 88 voti.

### La massoneria
Taft fu uno dei presidenti degli Stati Uniti massoni, essendo stato "iniziato a vista" dal Gran Maestro.

### Ultimi anni
Nel marzo del 1913, scaduto il suo mandato, William Howard Taft si trasferì a Yale, dove riprese la sua vecchia professione di docente di Legge. Dopo la fine della prima guerra mondiale, l'ex-presidente, a differenza del suo partito, si dimostrò favorevole alla Società delle Nazioni, propugnata da Wilson, mentre fin dal 1919 avversò tenacemente il proibizionismo, ossia il divieto costituzionale di consumo e di vendita di alcolici, intuendone i rischi e la pericolosità sociale futuri.
Taft rimase a Yale fino al 1921, quando fu nominato dal successore di Wilson, il presidente Harding, presidente della Corte Suprema (Chief Justice of the United States), carica alla quale aveva aspirato sin dalla giovinezza: rimane l'unico presidente degli Stati Uniti ad averla ricoperta. Si dimise da questo prestigioso incarico nel 1930 per motivi di salute, morendo l'8 marzo dello stesso anno, a 72 anni, per complicanze legate ad una cardiopatia che lo affliggeva da tempo. Taft venne sepolto nel cimitero nazionale di Arlington, in Virginia.

## Vita privata
Taft era molto grosso, raggiungendo i 175 kg di peso; tale sovrappeso fu causa, durante il suo mandato presidenziale, di un disturbo noto come apnea ostruttiva notturna, a causa del quale cadeva spesso improvvisamente addormentato anche durante pubbliche cerimonie, con conseguente grande imbarazzo del suo seguito. Si racconta che, quando faceva il bagno alla Casa Bianca, ci volessero ben sei persone per aiutarlo ad uscire dalla vasca.
A dispetto del suo peso, Taft amava molto gli sport; fu tra l'altro il primo presidente degli Stati Uniti a praticare il golf, facendo così conoscere questo sport al grande pubblico.

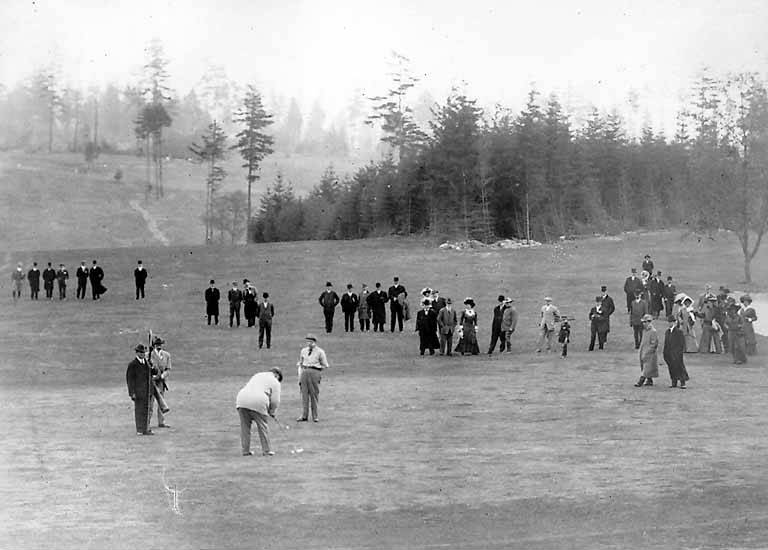
Il presidente Taft mentre gioca al golf al Seattle Golf Club (fotografia del 1910, circa)

Fu anche il primo presidente ad aprire con un suo lancio la Major League Baseball, il massimo campionato nordamericano di baseball, inaugurando una consuetudine che sarebbe stata portata avanti dai suoi successori.
Si sposò il 19 giugno 1886 con Helen Taft, detta Nellie, figlia del giudice John Williamson Herron e di Harriet Collins, che vantava anche dei parenti in politica: sia il nonno materno, Ela Collins, che lo zio materno, William Collins, erano deputati al Congresso degli Stati Uniti. I due si erano incontrati già nel 1879, ma cominciarono a frequentarsi solo tre anni dopo. Dalla coppia nacquero tre figli: Robert Alphonso Taft (che seguì le orme politiche del padre), Helen Taft Menning e Charles Phelps Taft II.
Durante la presidenza del marito, Helen fu colpita da un ictus che compromise la sua capacità di parlare e dal quale non si riprese mai del tutto, sebbene riuscisse a mantenere una certa vita sociale. Fu la prima first lady a pubblicare le proprie memorie e, alla sua morte, fu sepolta accanto alla tomba di Taft nel cimitero nazionale di Arlington: un privilegio raro, che la accomuna a Jacqueline Kennedy Onassis.

## Taft sullo schermo
Taft appare in una ventina di documentari e cinegiornali girati tra il 1904 e il 1913 e in una decina di filmati - documentari, serie tv, video - tra il 1933 e il 2005.

## Filmografia
- With Taft in Panama, documentario (1909)
- Inauguration of President William H. Taft, documentario (1909)
- Taft in Chicago, and at the Ball Game, documentario (1909)
- President Taft at San Francisco, documentario (1911)
- The Latest Addition to the U.S. Navy, documentario (1912)